# آسایشگاه

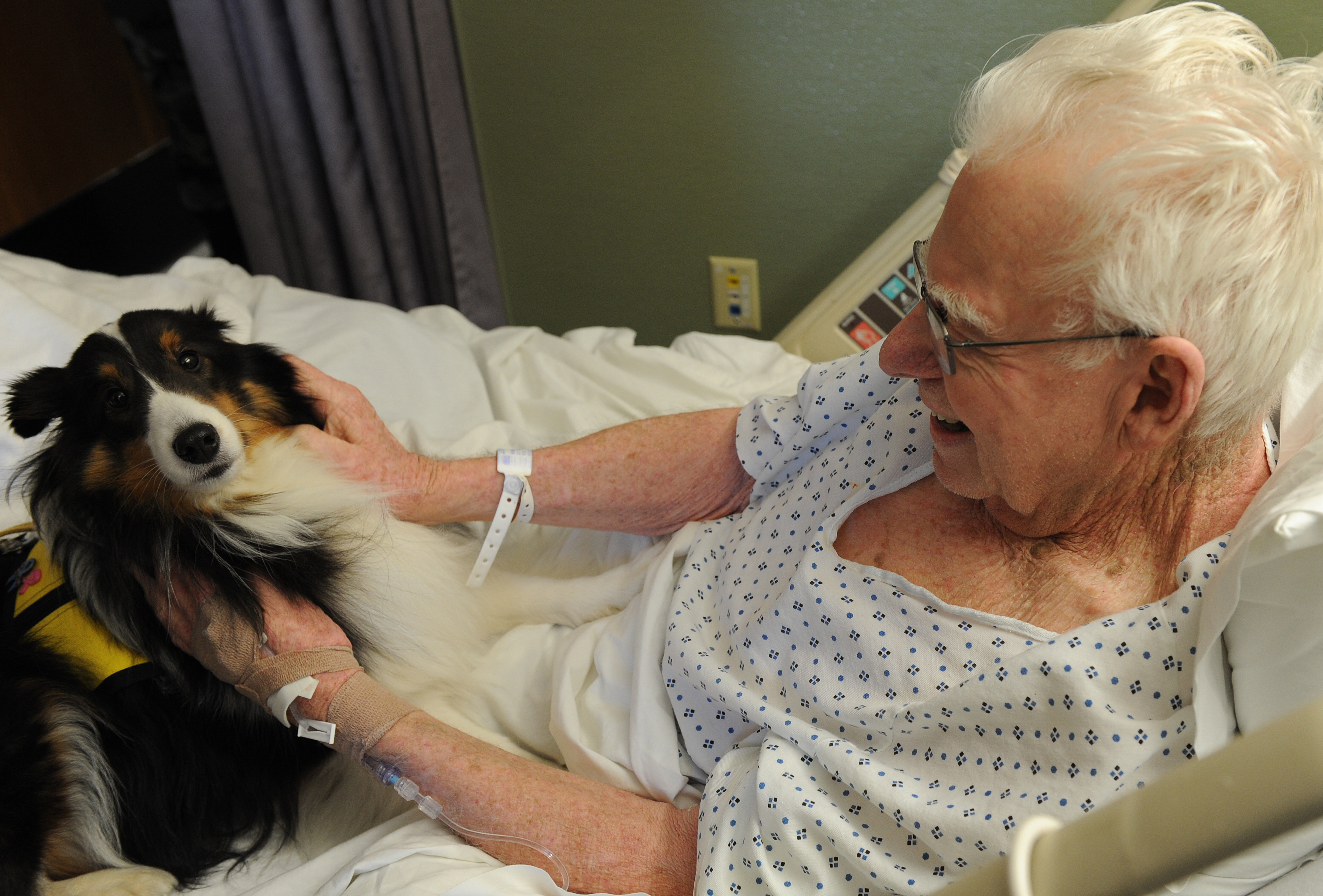
سگ درمانی یک مرد مسن در خانه سالمندان

آسایشگاه (به انگلیسی: Nursing home) مکانی است که برای اقامت کوتاه مدت یا بلند مدت افرادی که نیاز به مراقبت دارند طراحی شده‌اند. آسایشگاه‌ها معمولاً دارای پرستار، پزشک و امکانات بهداشتی و پزشکی هستند.

## آسایشگاه سالمندان
این گونه آسایشگاه‌ها که به تاجیکی بیصاحب خانه می‌گویند برای سکونت افراد سالخورده طراحی شده‌اند. بسته به میزان توانایی مالی، پیرمردان و پیرزنان می‌توانند در خوابگاه‌های گروهی، اتاقهای چند نفره یا اتاق‌ها و سوئیت‌های اختصاصی زندگی کنند. معمولاً فعالیت‌های گروهی و تفریحی برای ساکنان آسایشگاه‌ها در نظر گرفته می‌شود. به این آسایشگاه‌ها، خانه سالمندان نیز گفته می‌شود.

## آسایشگاه معلولان جسمی
مکانی است برای نگهداری معلولینی که دارای مشکلات حرکتی هستند.

## آسایشگاه معلولان ذهنی
مکانی است برای نگهداری معلولینی که دارای مشکلات ذهنی هستند.

## حقوق افراد ساکن آسایشگاه سالمندان
ساکنان آسایشگاه سالمندان از حقوقی برخوردارند که اطلاع از این حقوق به هنگام پذیرش و نقل مکان به آسایشگاه ضروری می‌باشد.

## آسایشگاه روانی
افراد دارای بیماری‌های روانی در این‌گونه مراکز نگهداری می‌شوند.